# Chauliodus minimus
Chauliodus minimus är en fiskart som beskrevs av Nikolai V. Parin och Novikova, 1974. Chauliodus minimus ingår i släktet Chauliodus och familjen Stomiidae. Inga underarter finns listade i Catalogue of Life.